# Kazimierz Kłósak
Kazimierz Kłósak (ur. 1 stycznia 1911 w Starej Skwarzawie k. Żółkwi, zm. 1 czerwca 1982 w Krakowie) – polski duchowny katolicki i filozof, kapłan archidiecezji krakowskiej, neoscholastyk, przedstawiciel tomizmu lowańskiego, profesor Akademii Teologii Katolickiej, prezes Polskiego Towarzystwa Teologicznego (1957–1958).

## Życiorys
Urodził się w rodzinie robotniczej, syn Jana i Zofii z domu Maćkowskiej. W 1916 r. wraz z rodzicami przeniósł się do Żywca, gdzie ukończył szkołę podstawową i gimnazjum. W 1929 r. wstąpił do Wyższego Seminarium Duchownego Archidiecezji Krakowskiej. 14 marca 1934 r. otrzymał święcenia kapłańskie. W tym samym roku ukończył studia filozoficzno-teologiczne na Uniwersytecie Jagiellońskim, uzyskując w 1934 doktorat na podstawie rozprawy Tomizm w ujęciu Jakuba Maritaina pisanej pod kierunkiem Konstantego Michalskiego. Został skierowany do posługi duszpasterskiej w parafii w Osielcu. Rok później biskup krakowski Adam Stefan Sapieha wysłał go na studia na Papieskim Uniwersytecie Świętego Tomasza z Akwinu w Rzymie, a następnie na Katolickim Uniwersytecie w Lowanium w Belgii. W 1939 r. powrócił do Polski, zostając wikariuszem w parafii św. Józefa w Krakowie-Podgórzu. W 1940 r. został prefektem i wykładowcą w krakowskim Seminarium Duchownym. Przez pewien czas pełnił też obowiązki rektora. Wśród jego uczniów byli m.in. Karol Wojtyła, Tadeusz Wojciechowski i Józef Tischner.
Wykładał na trzech uczelniach: Akademii Teologii Katolickiej w Warszawie, Katolickim Uniwersytecie Lubelskim oraz Papieskim Wydziale Teologicznym w Krakowie. W latach 50. był członkiem Komitetu Intelektualistów i Działaczy Katolickich zorganizowanego przez Bolesława Piaseckiego, choć jednocześnie znany był z polemik z koncepcjami materializmu dialektycznego. Analizował różne kierunki tej filozofii, jej stosunek do nauk przyrodniczych, zwłaszcza fizyki i biologii. Wskazywał na implikacje światopoglądowe praw dialektyki, monizmu materialistycznego w kosmologii, np. odnośnie do zagadnienia wieczności wszechświata. Był inicjatorem powstania półrocznika "Studia Philosophiae Christianae" oraz rocznika "Analecta Cracoviensia". Napisał ponad 130 prac naukowych. Odmówił przyjęcia Złotego Krzyża Zasługi od władz komunistycznych.
Po jego śmierci papież Jana Paweł II napisał: "„Odejście do wieczności śp. prof. Kazimierza Kłósaka, wiernego Sługi Bożego i wybitnego uczonego, jest wielką stratą dla polskiego, a w szczelności krakowskiego środowiska naukowego”.

## Wybrane publikacje książkowe
- Materializm dialektyczny. Studia krytyczne, Kraków 1948.
- Myśl katolicka wobec teorii samorództwa, Kraków 1948.
- W poszukiwaniu Pierwszej Przyczyny, cz. I–II, Warszawa 1955–1957.
- Z zagadnień filozoficznego poznania Boga, t. I, Kraków 1979.
- Z teorii i metodologii filozofii przyrody, Poznań 1980.
- Próba rozwiązania problemu pochodzenia duszy ludzkiej, "Znak" 13 (1961).